# Santa Catalina Quierí (kommun)
Santa Catalina Quierí är en kommun i Mexiko.   Den ligger i delstaten Oaxaca, i den sydöstra delen av landet, 500 km sydost om huvudstaden Mexico City. Arean är 47 kvadratkilometer.
Terrängen i Santa Catalina Quierí är kuperad åt nordväst, men åt sydost är den bergig.
Följande samhällen finns i Santa Catalina Quierí:
- Santa Catalina Quierí